# Карел Чапек
Ка́рел Ча́пек  (чеськ. Karel Čapek; 9 січня 1890 — 25 грудня 1938) — чеський письменник, фантаст. Найвідоміші його твори: збірки оповідань та казок, роман «Війна з саламандрами», п'єси «Біла хвороба», «Мати», «З життя комах», «Засіб Макропулоса», «Р.У.Р.». Його старший брат Йозеф вигадав слово «робот», яке він популяризував у своїх творах.

## Життєпис
Народився Карел у селі Малі Святоновиці на східному краї Богемії. Незабаром після його народження родина переїхала до фабричного містечка Упіце, де батько відкрив приватну хірургічну практику. Хлопчиком Карел часом супроводжував батька, коли той відвідував пацієнтів.
Мати була вельми емоційна жінка, що навчила дітей сильних людських почуттів і взаєморозуміння. Карел мав старшу за нього на чотири роки сестру Гелену; вона написала книжку спогадів «Мої милі брати».
Брат Йозеф був на три роки старший за Карела. Вони нерідко працювали разом, наприклад, редакторами в газетах. Ще 1915-го року, під враженням катастрофи «Титаніка», вони спільно видали першу книгу «Осяйні глибини», пізніше написали драму «З комашиного життя», що висміювала людські вади. Йозеф був обдарований маляр, а також ілюстрував Карелові книжки, особливо дитячі. Багато років вони жили у спільному будинку. Під час другої світової війни Йозеф загинув у нацистському концтаборі.
З 11 років Карел одвідував граматичну школу у Градці Краловому, тут він почав записувати свої перші нотатки, а також брав участь у нелегальній учнівській газеті. Останні два класи він закінчив уже у Брно, і у квітні 1904 року тижневик «Неділя» надрукував його перші публікації: дві поемі, що називалися «Прості мотиви». Близько 1910 року родина перебралася до Праги; 1915-го року Карел закінчив філософський факультет Карлового університету Праги, відвідавши тим часом Францію та Німеччину. На початку І Світової війни медична комісія визнає його за непридатного до військової служби. Чи не це пізніше спонукало його написати іронічну гумореску «Оповідь про втрачену ногу»?
Перша популярність приходить до нього під час праці в газетах «Національні Документи» та «Народна Газета». Він стає колумністом, пише про звичайні речі, не лише розважаючи читачів, але й примушуючи їх замислюватися над проблемами епохи. Чеська культура перебувала тоді під потужним впливом значно розвинутішої німецької; вершини світової літературної досконалості уособлював так званий Празький круг німецькомовних письменників. Далеко не всі з них, проживаючи в Чехії, знали місцеву мову. Можна сказати, що саме в той період чеська культура боролась за право на існування і в цій борні не завжди втримувалась у межах здорового глузду.

## Творчість
У творчості Карела Чапека можна виділити п'ять періодів. Перший почався близько 1910 року, коли він іще вчився в університеті. З 1917 р. він працював редактором у газеті «Narodní listy». Чапек з гордістю проголосив себе спадкоємцем видатного письменника Яна Неруди, що в його кріслі Карелу пощастило працювати. Його першою самостійною книжкою була збірка новел «Boží muka» (в перекладах «Розп'яття»). Того самого року він видав другу збірку, «Болісні оповідання»; в них Чапек вилив почуття тривоги й невизначеності, спричинені й особистими, і соціальними проблемами, а також міркував над існуванням одвічно непізнаваних таємниць. Ще два твори цього періоду: драма «Розбійник» і переклад вибраних французьких віршів, що їх привіз із Парижа 1912 року брат Йозеф. Зусиллями Карела Чапека унаочнено нові тенденції французької літератури, унаслідок цього 1920 року з'явилася збірка «Французька поезія нової доби».
Другий період почався, коли Чапек полишив газету «Narodni listy», після того, як звідти звільнено його брата. Отримавши більше вільного часу, він, за його власними спогадами «від безробіття й безвиході», звернувся до антиутопічних тем. Його п'єси «R.U.R.» (чеськ. Rossumovi Univerzální Roboti, Россумові універсальні роботи) та «Засіб Макропулоса», а також романи «Фабрика абсолюту» та «Кракатит» змальовують суспільні наслідки негуманного вжитку фантастичних винаходів. У п'єсі «R.U.R.» (третьому числом його драматичному творі), що її написано 1920-го року, а 1923-го перекладено англійською мовою, вперше з'явилося слово «робот», що його вигадав Чапек; воно означало штучно створену людину, і людина ця мусить допомогти в тяжкій праці. (На відміну від багатьох письменників-фантастів, що називали потім словом «робот» людиноподібні неживі механізми, Карел Чапек назвав роботами не машини, а живих людей із плоті й крові, що є тільки створені на спеціальній фабриці). Ці всі твори закінчувались катастрофами, що демонстрували марність винаходів.
З 1921 р. Чапек працював редактором у газеті «Lidové noviny», а впродовж 1925 — 33 рр. очолював чехословацький PEN-клуб.
Третій період: 1929 року Карел Чапек написав чудові збірки дотепних історій, що назвав «Оповідання з однієї кишені» та «Оповідання з другої кишені»; вони не лише цікаво й доступно описують людські життєві історії, а й демонструють красу розмовної чеської мови. У ці часи письменник, в основному, працював у жанрах коротких газетних публікацій та газетних стовпців, що аналізують прості й зрозумілі речі з повсякденного життя. Наприклад, «Мав я пса й кішку». А цикл апокрифів, тобто неканонічних, навіть дещо єретичних переосмислень класичних релігійних та літературних сюжетів виховує з читача вдумливого самостійного співрозмовника.
Карел та Йозеф успадкували батькову пристрасть до садівництва. Отже, вони написали книжку «Рік садівника», де в гумористичній формі оспівали цю справу. Хоч фізична праця спричиняла Карелу біль у шиї, він любив вирощувати квіти й зелень, бо це давало йому улюблений відпочинок. Працюючи редактором «Народної Газети» (Lidove noviny), він видав два чудові дитячі твори. Надзвичайно популярними є «Дарочка чи життя щеняти» та «Дев'ять казок», що містять оригінальні чарівні оповідки й демонструють неосяжне багатство чеської мови.
П'ять книг мандрівних нотаток, що написано близько 70-ти років тому, дають нам живий образ Великої Британії, Італії, Іспанії, Голландії, країн Північної Європи. Карел Чапек глибоко проникав у сутність характерів націй, так що ці описи й нині корисні для тих, хто наміряється одвідувати ці краї.
1933-го року почався четвертий період творчості: протягом двох років Чапек написав три романи; їх присвячено поглибленому аналізу людської особистості: «Гордубал», «Метеор», «Звичайне життя».
П'ятий, останній етап його творчого життя, що настав 1935 року, тісно пов'язаний з громадсько-політичною ситуацією: наростала загроза фашизму й війни, особливо для Чехословаччини, що безпосередньо межує з Німеччиною. Карел Чапек висловлював свої погляди в антифашистських творах: 1936-го року був опублікований його славетний роман «Війна з саламандрами». Карел Чапек повернувся до антиутопічних тем. Роман оповідає історію дивних розумних тварин, виявлених у водах південно-східних морів. Люди навчають їх мови, уміння працювати, а відтак уярмлюють в жорстоке рабство, як дешеву робочу силу. Розплата наступає, коли саламандр стає надто багато, і їх могутність потребує все більшого простору. Людство мусить або загинути, або знищити цю біду. Інші твори антифашистського спрямування — драми «Біла хвороба» та «Мати». Його остання робота, роман «Життя й творчість композитора Фольтина», що висвітлював потворні риси мистецької богеми, лишився незавершеним.
Ліберальні політичні погляди Карела Чапека були визначені його тонкою душевною організацією, чуйністю, увагою до людей і активним протистоянням усім формам насильства. Він не співпрацював з комуністичною партією, і висловив своє ставлення до неї в короткій замітці «Чому я не стаю комуністом». Він не міг ненавидіти будь-кого лише за те, що той — людина іншого суспільного класу, і саме за це політикани ненавиділи його[джерело?].
Клуб інтелектуалів — друзі Карела Чапека по п'ятницях збирались у нього в садку. Щотижня там з'являлись такі відомі люди як Владислав Ванкура, Карел Полячек, Едуард Бас, Франьо Шрамек, а іноді навіть президент Томаш Масарик. Вони обговорювали інтелектуальні, політичні, а також і літературні проблеми.
Президент Чехословацької республіки Томаш Масарик і Карел Чапек були друзями. З 1925 р. вони часто зустрічалися на вечірках, разом святкували, відпочивали на курорті й працювали. Завдяки трьом книгам, написаним Чапеком і відредагованим особисто Масариком, ми можемо багато взнати про першого чехословацького президента: «Розмови з TGM», «Нові розмови з TGM» та «Читання відносно TGM».
Карел Чапек створив багато творів за дуже різними темами і жанрами, від дитячих казок до філософських детективів. Своїми короткими динамічними оповідками про видатні історичні постаті він запрошував вчитись на уроках і досвіді історії. Він був дуже уважним до людей, у тому числі й до читачів. Кожен викладач чи аматор може за його творами осягнути все багатство чеської мови. Він був дуже освіченим, і вважав за необхідне попередити людство про загрози хибного застосування технологій, хоча тоді вони були й не настільки розвинутими, як нині. Його драми мали на меті впевнити кожного щодо абсурдності воєн, і це стало його духовним заповітом.

## Останні роки
Ще близько 1920 року Карел познайомився з акторкою Ольґою Шайнпфлюґовою, з якою вони одружились аж через 15 років. Побравшись у 1935 році, вони полишили Прагу й переїхали до приватного будинку в селі Стара Гута поблизу містечка Добріз. У шлюбі вони прожили три роки. У пам'ять про свого чоловіка Ольґа написала книгу «Чеський роман», в якій змалювала їх стосунки та спільне життя.
Наприкінці серпня 1938 року повінь вразила його будинок і сад у Старій Гуті. Чапек негайно взявся за складний ремонт. У грудні 1938 року Карел Чапек підхопив легку форму грипу. Його стан тимчасово покращився, але незабаром йому довелося знову лягти. Крім грипу, у нього розвинулося запалення нирок і пневмонія. Він помер від набряку легенів 25 грудня 1938 року, за кілька місяців до окупації Богемії та Моравії нацистською Німеччиною. 
Його поховали на Вишеградському кладовищі у Празі. Від імені особистих друзів біля могили виступили поет Йозеф Гора, поет і критик Мирослав Рютте, письменник Едуард Басс і Фердинанд Перутка. Серед присутніх на похоронах були, наприклад: Спікер Палати депутатів Ян Малипетр, спікер Сенату Франтішек Сукуп, генерал Алоїз Еліаш (міністр транспорту, пізніше страчений нацистами), мер Праги Петр Зенкл та інші.
На диво, гестапо не знало про його смерть. Кілька місяців по тому, відразу після німецького вторгнення в Чехословаччину, нацистські агенти прийшли в будинок родини Чапека в Празі, щоб заарештувати його. Дізнавшись, що він вже помер, вони заарештували його дружину Ольгу. Пізніше вона була звільнена.

## Твори

### П'єси
- Кохання гра фатальна (Lásky hra osudná), 1910; одноактна; співавтор Йозеф Чапек.
- Розбійник (Loupežník), 1920.
- R.U.R. 1920.
- З життя комах (Ze života hmyzu), 1922; співавтор Йозеф Чапек.
- Засіб Макропулоса (Věc Makropulos), 1922.
- Адам-творець (Adam stvořitel), 1927; співавтор Йозеф Чапек.
- Біла хвороба (або «Біла пошесть») (Bílá nemoc), 1937.
- Мати (Matka), 1938.

### Романи
- Фабрика абсолюту (Továrna na Absolutno), 1922.
- Кракатит (Krakatit), 1924.
- Гордубал (Hordubal), 1933.
- Метеор (Povětroň), 1934.
- Звичайне життя (Obyčejný život), 1934.
- Війна з саламандрами (Válka s mloky), 1935.
- Перша рятувальна (První parta), 1937.
- Життя й творчість композитора Фольтина (Život a dílo skladatele Foltýna), некінчений, 1939.

### Збірки оповідань, казок, есе…
Осяйні глибини (Zářivé hlubiny) (видана в 1916)
1. Праці, зібрані тут… (Práce zde sebrané…), 1916.
2. Червоне оповідання (Červena povídka), 1910.
3. L'eventail, 1910.
4. Скандал у журналістиці (Skandál a žurnalistika), 1916.
5. Від поцілунку до поцілунку (Mezi dvěma polibky), 1911.
6. Острів (Ostrov / VL. Hofmanovi), 1912.
7. Живий вогонь (Živý plamen), 1912.
8. Осяйні глибини (Zářivé hlubiny), 1912.

Оповідання, що ввійшли до цієї збірки, крім «Від поцілунку до поцілунку», Карел Чапек написав у співавторстві з братом Йозефом Чапеком.
Розп'яття (Boží muka) (видана в 1917)
1. Слід (Šlépěj), 1916.
2. Ліда (Lída), 1916.
3. Гора (Hora), 1917.
4. Пісня кохання (Ліда, II) (Milostná písen), 1917.
5. Елегія (Слід, II) (Elegie), 1917.
6. Зупинка часу (Utkvění času). 1913.
7. Історія без слів (Historie beze slov), 1917.
8. Загублена дорога (Ztracena cesta). 1917.
9. Напис (Nápis), 1917.
10. Спокуса (Pokušení), 1917.
11. Віддзеркалення (Odrazy), 1917.
12. Зала чекання (Čekárna), 1917.
13. На допомогу! (Pomoc!), 1917.

Сад Краконоша (Krakonošova zahrada) (видана в 1918)
1. Автобіографічна передмова (Předmluva autobiografická), 1918.
2. Система (Systém), 1908.
3. Пшениця (Pšenice), 1909.
4. Аристократія (Aristokracie), 1909.
5. Алкоголь (Alkohol), 1909.
6. Смертельна вечеря (Smrtelná večeře). 1918.
7. Мораль 1 (Morálka 1), 1918.
8. Мораль 2 (Morálka 2), 1918.
9. Античність і християнство (Antika a křestanství), 1918.
10. Вечеря (Večeře), 1918.
11. Про смерть і зраду життя (O smrti a zradě života), 1918.
12. Нарис (Fejeton), 1918.
13. Шлюб (Manželství), 1918.
14. Весна (Jaro), 1918.
15. Венеційський карнавал (Benatský karneval), 1918.
16. Афоризми I (Aforizmy I), 1918.
17. Людина й звір (Člověk a zvíře), 1918.
18. Афоризми II (Aforismy II), 1918.
19. Відень (Wien), 1918.
20. Ольга Десмонд (Olga Desmondová), 1918.
21. Ранок (Ranní), 1918.
22. Весняна імпровізація (Jarní improvisace), 1918.
23. Час (Čas). 1909.
24. Сповідь (Zpověď), 1918.
25. Літня імпровізація (Letní improvisace), 1918.
26. Місячні комедії (Komedie lunární). 1918.
27. Creatura naturans, 1910.
28. Одиниця (Jednotka), 1918.
29. Миті радості (Rozkoše okamžiků), 1918.
30. Про різні засоби (O různých prostředcích). 1912.
31. Кораблі феаків (Lodi Fajáků), 1910.
32. Фальшиві квіти (Falešné květiny). 1910.

Твори «Алкоголь», «Система», «Афоризми I», «Час», «Creatura naturans», «Про різні засоби», «Кораблі феаків» і «Фальшиві квіти» Карел Чапек написав у співавторстві із братом Йозефом Чапеком.
Болісні оповідання (Trapné povídky) (видана в 1921)
1. У замку (Na zámku), 1919.
2. Жорстока людина (Surovec), 1921.
3. Батьки (Otcové), 1918.
4. Троє (Tři), 1919.
5. Гелена (Helena), 1919.
6. Гроші (Peníze), 1920.
7. Сорочки (Košile), 1920.
8. Ображений (Uražený), 1919.
9. Трибунал (Tribunál), 1920.

Ювенилії (Juvenilie) (видана в 1926)
- Насолоди самітності (Rozkoše samoty), 1911.
- Промова з капелюхом на голові (Řeč s kloboukem na hlavě), 1910.
- Кутногорський декрет, 1911.
- Повчальне оповідання (Povídka poučná), 1908.

Співавтор цих творів — Йозеф Чапек. Також у збірку увійшли оповідання «Алкоголь», «Час», «Кораблі феаків», «Фальшиві квіти», опубліковані раніше у збірці «Сад Краконоша», та - «L'eventail» — у збірці «Осяйні глибини».
Рік садівника (Zahradníkův rok) (видана в 1929)
Оповідання з однієї кишені (Povídky z jedné kapsy) (видана в 1929)
1. Випадок з доктором Мейзліком (Případ Dr. Mejzlíka), 1929.
2. Блакитна хризантема (Modrá chryzantéma), 1928.
3. Ворожка (Veštkyně), 1929.
4. Ясновидець (Jasnovidec), 1929.
5. Таємниця почерку (Tajemství písma), 1928.
6. Безперечний доказ (Naprostý důkaz), 1929.
7. Експеримент професора Роусса (Experiment profesora Rousse), 1929.
8. Зниклий лист (Ztracený dopis), 1929.
9. Викрадений документ № 139/VII відд. «В» (Ukradený spis 139/vii, odd. C), 1929.
10. Чоловік, який нікому не подобався (Muž, který se nelíbil), 1929.
11. Поет (Básník), 1929.
12. Пригоди з паном Яніком (Případy pana Janíka), 1929.
13. Загибель дворянського роду Вотицьких (Pád rodu Votických), 1928.
14. Рекорд (Rekord), 1929.
15. Справа Сельвіна (Případ Selvinův), 1928.
16. Сліди (Šlépěje), 1928.
17. Купон (Kupon), 1929.
18. Кінець Оплатки (Oplatkův konec), 1929.
19. Останній суд (Poslední soud), 1919.
20. Злочин у селянській родині (Zločin v chalupě), 1929.
21. Зникнення актора Бенди (Zmizení herce Bendy), 1929.
22. Замах на вбивство (Vražedný útok), 1929.
23. Звільнений (Propuštěný), 1929.
24. Злочин на пошті (Zločin na poště), 1929.

Оповідання з другої кишені (Povídky z druhé kapsy) (видана в 1929)
1. Викрадений кактус (Ukradený kaktus), 1929.
2. Розповідь старого кримінальника (Povídka starého kriminálníka), 1929.
3. Зникнення пана Гірша (Zmizení pana hirsche), 1929.
4. Чинтамані й птахи, або Рідкісний килим (Čintamani a ptáci), 1929.
5. Пригоди з грабіжником і палієм (Příběh o kasaři a žháři), 1929.
6. Украдене вбивство (Ukradena vražda), 1929.
7. Пригода з немовлям (Případ s dítětem), 1929.
8. Графинька (Grófinka), 1929.
9. Історія диригента Калини (Historie dirigenta Kaliny), 1929.
10. Смерть барона Гандари (Smrt barona Gandary), 1929.
11. Пригоди шлюбного афериста (Příběhy sňatkověho podvodníka), 1929.
12. Балада про Юрая Чупа (Balada o Juraji Cupovi), 1929.
13. Оповідання про втрачену ногу (Povídka o ztracené noze), 1929.
14. Запаморочення (Závrať), 1929.
15. Сповідь (Ušní zpoveď), 1929.
16. Грабіжник-поет (O lyrickém zloději), 1929.
17. Справа пана Гавлени (Soud pana Havleny), 1929.
18. Голка (Jehla), 1929.
19. Телеграма (Telegram), 1929.
20. Людина, яка не могла спати (Muž, který nemohl spát), 1929.
21. Колекція марок (Sbírka známek), 1929.
22. Звичайне вбивство (Obyčejná vražda), 1929.
23. Присяжний (Porotce), 1929.
24. Останні думки людини (Poslední věci člověka), 1929.

Апокрифи (або «Книга апокрифів») (Kniha apokryfů) (видана у 1932)
1. Кара Прометеєві (Prométheův trest), 1932.
2. Про падіння моралі (O úpadku doby), 1931.
3. Як у давнину… (Jako za starých časů), 1926.
4. Терсит (Thersites), 1931.
5. Агапон, або Про мудрість (Agathon čili o moudrosti), 1920.
6. Александр Македонський (Alexandr Veliký), 1937.
7. Смерть Архімеда (Smrt Archimédova), 1938.
8. Римські легіони (Římské legie), 1928.
9. Про десятеро праведників (O desíti spravedlivých), 1931.
10. Лже-Лот, або Про любов до батьківщини (Pseudolot čili o vlastenectví), 1923.
11. Свята ніч (Svatá noc), 1930.
12. Марфа й Марія (Marta a Maria), 1932.
13. Лазар (Lazar), 1932.
14. Про п'ять хлібин (O pěti chlebích), 1937.
15. Бенханан (Benchanan), 1934.
16. Розп'яття (Ukřižování), 1927.
17. Вечір Пілата (Pilátův večer), 1932.
18. Кредо Пілата (Pilátovo krédo), 1920.
19. Імператор Діоклетіан (Císař Dioklecián), 1932.
20. Аттіла (Attila), 1932.
21. Іконоборство (Obrazoborectví), 1936.
22. Брат Франциск (Bratr František), 1932.
23. Офір (Ofir), 1932.
24. Гонерилья, дочка Ліра (Goneril, dcera Learova), 1933.
25. Гамлет, принц данський (Hamlet, princ dánský), 1934.
26. Сповідь Дона Хуана (Zpověď Dona Juana), 1932.
27. Ромео і Джульєтта (Romeo a Julie), 1932.
28. Пан Гінек Раб із Куфштейна (Pan Hynek Ráb z Kufštejna), 1933.
29. Наполеон (Napoleon), 1933.

Дев'ять казок і одна на додачу від Йозефа Чапека (Devatero pohádek a ještě jedna od Josefa Čapka jako přívažek) (видана в 1932)
- Велика котяча казка (Velká kočičí pohádka), 1918.
- Собача казка (Pohádka psí), 1919.
- Пташина казка (Pohádka ptačí), 1930.
- Водяникова казка (Pohádka vodnická), 1923.
- Друга розбійницька казка, або Казка про чемного розбійника (Druhá loupežnická pohádka, nebo Pohádka o zdvořilém loupežníkoví), 1921.
- Король Франтішек, або Бурлацька казка (Král Frantisek, nebo Tulácká pohádka), 1924.
- Велика поліцейська казка (Velká policejní pohádka), 1930.
- Поштарська казка (Pohádka pošťácká), 1931.
- Велика докторська казка (Velká pohádka doktorská), 1931.

Крім дев'яти казок Карела Чапека до збірки входить (як зазначено у назві збірки) також одна казка його брата: Про гладкого дідуся й розбійників, або Перша розбійницька (O tlustém pradědečkovi a loupežnících, nebo První loupežnická), 1932.
Як це робиться (Jak se co dělá) (видана в 1938)
1. Як робиться газета (Jak se dělají noviny), 1937.
2. Як робиться фільм (Jak se dělá film), 1938.
3. Як ставиться п'єса й путівник залаштунковим світом (Jak vzniká divadelní hra a průvodce po zakulisí), 1925; співавтор Йозеф Чапек.

Рукописи з нерухомості (Rukopisy z pozůstalosti), 1938
1. Йосип Єгипетський, або Про тлумачення снів по Фрейду (Josef Egyptský čili o freudovském vykládání snů)
2. Про фантазію (O fantasii)
3. Одяг робить людину (Šaty dělají člověka)
4. Коли болять зуби (Když bolí zuby)

Були в мене собака й кішка (Měl jsem psa a kočku) (видана в 1939)
- Мінда, або про собаківництво (Minda čili O chovu psů), 1927.
- Ірис (Iris), 1930.
- Бен, Біжу, Блекі й Бібі (Ben, Bijou, Blackie a Bibi), 1939.
- Дарочка, або Життя щеняти (Dášeňka čili Život štěněte), 1932.
- Як фотографувати цуценя (Jak se fotografuje štěně), 1939.
- Казки для Дарочки, щоб сиділа сумирно (Pohádky pro Dášeňku, aby tiše seděla), 1939.

1. Казка про собачий хвіст (Pohádka o psím ocásku).
2. Чому тер'єри риються в землі (Proč teriéři hrabou).
3. Про Фокса (O Foxovi).
4. Про Алика (O Alíkovi).
5. Про доберманів (O dobrmanech).
6. Про хортів та інших собак (O chrtech a jiných psech).
7. Про собачі звичаї (O psích zvycích).
8. Про людей (O lidech).

- Виставка собак (Výstava psů), 1939.
- Ще про собак і кішок (Ješte o psech a také kočkách), 1939.

1. Шматок шовінізму (Kousek šovinismu), 1939.
2. Для тварин (Pro zvířata), 1939.
3. Собака й кішка (Pes a kočka), 1932.
4. Материнство (Mateřství), 1928.
5. Про безсмертну кішку (O nesmrtelné kočce), 1929.
6. Котяча весна (Kočičí jaro), 1925.
7. З погляду кішки (Z názoru kočky), 1919.
8. Кішка (Kočka), 1925.

Календар (Kalendář) (Виданий в 1940)
1. Якби… (Kdybych…)
2. Від Сильвестра до Трьох царів (Od Silvestra do Tří králů)
3. Сніг (Sníh)
4. Прага в снігу (Praha ve sněhu)
5. Дослідження зими (O výzkumu zimy)
6. Іній (Jinovatka)
7. Крижані квіти (Ledové květy)
8. Бурульки (Rampouchy)
9. Метелик узимку (Motýl v zimě)
10. Повернення до природи (Návrat k přírodě)
11. Сповідь (Zpověď)
12. Наприкінці зими (Na sklonku zimy)
13. Розбитий задум (Zmařený úmysl)
14. Про ознаки весни (O známkách jara)
15. Провесна (Podjaří)
16. Березень (Březen)
17. Шлях додому (Cesta domů)
18. Березневий парад (Březnová přehlídka)
19. Про великодні дива (O velikonočním čarování)
20. Воскресіння (Vzkříšení)
21. Весняна буря (Jarní bouře)
22. Чим пахне будинок (Čím voní dům)
23. За містом (Za městem)
24. Галас на окраїні міста (Halas na okraji města)
25. Неділя (Neděle)
26. Свято П'ятидесятниці (Svatodušní)
27. Сіножать (Senoseč)
28. Декілька крапель (Několik kapek)
29. Птахи (Ptáci)
30. Про спів пташиний (O zpěvu ptačím)
31. Про природу дрозда (O povaze kosů)
32. Сова (Sova)
33. Свята (Prázdniny)
34. Божий світ (Boží mír)
35. Неділя на периферії (Neděle na periferii)
36. Поїзд (Vláček)
37. Маленька залізнична станція (Stanička)
38. Чехословацька залізниця (ČSD)
39. Чим звучить серпень (Čím zvučí srpen)
40. Гриби й грибники (Houby a houbaři)
41. Вогні (Světélka)
42. Біля багаття (U vatry)
43. Осінь, або посадка рослин (Podzim neboli sázení)
44. Верхній шар ґрунту (Ornice)
45. Осінь (Podzim)
46. Золота земля (Zlatá země)
47. Жовтень, або про тварин (Říjen čili o zvířatech)
48. Осіннє (Podzimní)
49. Осінні дні (Podzimní dni)
50. Листопад (Listopad)
51. Святий Миколай (Mikuláš)
52. Святий Миколай та інший бізнес (Mikuláš a jiné humánní podniky)
53. Чорна зима (Černá zima)
54. Навколо різдва (Kolem vánoc)
55. Кому що дати (Komu co dát)
56. Зніяковіння одержувача подарунка (Rozpaky obdarovaného)
57. Свічечка (Svíčička)
58. Благі наміри (Dobré úmysly)
59. Ці сірі дні (Tyto šedivé dny)
60. Розрада (Útěcha)

Про людей (O lidech) (видана в 1940)
1. Люди в домі (Lidé v domě), 1929.
2. Той, хто переїжджає (Ten, jejž stěhují), 1925.
3. Нежить, або Читач із грипом (Rýma) 1925.
4. Інструкція, як хворіти (Návod kterak stonati), 1932.
5. Про запалення окістя (O zánětu okostice), 1929
6. Людина і собака (Člověk a pes), 1926.
7. Похвала розтелепам (Chvála vrtáků), 1925.
8. Про роботу (O práci), 1937.
9. Захоплення (Koníček), 1936.
10. Пошта (Pošta), 1925.
11. У кравця (U krejčího), 1936.
12. Людина на своєму місці (Muž na svém místě), 1926.
13. Коли людина вперше… (Když člověk po prvé…), 1935.
14. Молоде покоління (Mladá generace), 1928.
15. Таємниця (Tajemství), 1926.
16. Хто веселіше? (Kdo je veselejší?), 1923.
17. Дещо нове (Něco nového), 1925.
18. Радості життя (Radosti života), 1927.
19. Про людську цікавість (O lidské zvědavosti), 1922.
20. Чи існують духи? (Jsou duchové?), 1926.

Речі навколо нас (Věci kolem nás) (видана в 1954)
- Про речі (O nejbližších věcech)

1. Мале й велике (Malé a velké), 1926.
2. Дзвінки додому (Zvony domova), 1923.
3. Шарманка (Flašinet), 1923.
4. Мапа (Mapa), 1924.
5. Пральна машина (Podložka), 1923.
6. Ручка (Klika), 1924.
7. Схід (Orient), 1923.
8. Про старі листи (O starých dopisech), 1936.
9. Коробка сірників (Škatulka sirek), 1924.
10. Дивлячись на глиняний глечик (Hledám hliněný džbánek), 1924.
11. Дим (Komíny), 1933.
12. Палаюче серце дому (Řeřavé srdce domu), 1922.
13. Як це було (Jak to tehdy bylo), 1925.
14. Матч Б. К. проти Б. А., або 12:0 (B. K. versus B. A. čili 12:0), 1924.
15. Похвала матерії (Chvála hmoty), 1925.
16. Домівка (Domov), 1925.

- Про винаходи (O vynálezech)

1. Винахідник (Vynálezce), 1936.
2. Людина і кристал (Muž a krystal), 1926.
3. Радіоприймач (Amplion), 1927.
4. Радіо й світ (Rozhlas a svět), 1930.
5. Літак (Letadlo), 1926.
6. Кніґґе біля телефону (Knigge u telefonu), 1931.
7. Славна машина (Dobrý stroj), 1925.
8. Чоловік і зброя (Muž a zbraň), 1925.

- Захоплення та слабкості (O zálibách a malých vášních)

1. Квіти (Květiny), 1938.
2. Про поціновувачів кактусів (O pěstitelich kaktusů), 1929.
3. Коли холодно (Když už je zima), 1931.
4. Квіти на межі зникнення (Květiny na vymření), 1932.
5. Гвоздики й інші квіти (Karafiát a jiné květiny), 1930.
6. Про особливі вина (O zvláštnich vinech), 1930.
7. Тютюн (Tabák), 1935.
8. Людина і фотоапарат (Člověk a kamera), 1930.
9. Про картини (O obrazech), 1934.
10. Чорт би їх забрав! (Čert je vem!), 1922.
11. Що коли читається (Kdy se co čte), 1927.
12. Як читають книги (Kterak se čtou knihy), 1925.
13. Куди діваються книги (Kam se ději knižky), 1926

Про найближче (O nejbližších věcech)
1. Трійця (Trojice), 1929.
2. Сова (Sova), 1937.
3. Золота земля (Zlatá země), 1922.
4. Птахи (Ptáci), 1928.
5. Свічка (Svičička), 1923.
6. Вогонь (Oheň), 1924.
7. Відкриття (Objevy), 1923
8. Приручене колесо (Ochočené kolo), 1923.
9. Читач із грипом (Člověk s chřipkou), 1935.
10. Чого ми не знаємо (Co neznáme), 1926.
11. Фільми (Filmy), 1929.
12. Про різних суддів (O různých soudcích), 1922.
13. Два типи людей (Dva druhy), 1927.
14. Про «алелюдей» (O alelidech), 1934.
15. Про дві тенденції (O dvojích činitelích), 1937.
16. Два світи (Dva světy), 1931.
17. Колеса (Kola), 1926
18. Таємниця почерку (Tajemství písma), 1926.

Окремі оповідання
- Філемон, або Про садівництво (Filemon, čili o zahradnictví), 1925.
- Езоп — садівник (Ezop zahradníkem), 1926.
- Скандальна афера Йозефа Голоушека (Skandální aféra Josefa Holouška), 1927.
- Батяр (Prostopášník), 1928.
- Про останні справи людини (Poslední věci člověka), 1928.
- Листи з майбутнього (Dopisy z budoucnosti), 1930.
- Дивні сни редактора Коубека (Podivuhodné sny redaktora Koubka), 1930.
- Диво на стадіоні (Zázrak na hřišti), 1936.
- Судовий випадок (Právní případ), 1936.
- Чорт (Čert), 1936.
- Паштет (Paštika), 1936.
- Контора по переселенню (Stěhovací podnik), 1936.
- Перший гість (První host), 1936.
- Проект (Návrh), 1937.
- Тонда (Tonda), 1937.
- Якби в суді засідали дипломати (Až budou soudit diplomati), 1937.
- Глорія, або Ореол (Glorie), 1938.
- Людина, яка вміла літати (Muž, který dovedl lítat), 1938.
- Про всесвітній потоп (O potopě světa), 1938.
- Інтерв'ю (Interview), 1938.
- Десять сентаво (Deset centavos), 1938.
- Анонім (Anonym), 1938.
- Товариство кредиторів барона Бігарі (Spolek věřitelů barona Biháryho), 1939

Юнацькі твори Карела та Йозефа Чапеків
- Спокуса брата Транквіллія (Pokoušení bratra Tranquilla), 1907.
- Повернення оракула Гермотима (Návrat věštce Hermotima), 1907.
- Вишуканий чоловік (Znamenitý člověk).
- Преблагодатна весна (Přeúrodné jaro).
- Дискурс (Rozmluva).
- Кінець доктора Коранда (Konec doktora Koranda).
- Безробіття (Nezaměstnanost).
- Роблене херувимами (Delani andělíčku).
- Погана смерть (O špatné smrtí).
- Безсмертя (Nesmrtelnost).
- Американське сало, 1911
- Аргентинське м'ясо (Argentinské maso), 1910.
- Ex centro.

## Екранізації
За сценаріями, оповіданнями, казками, п'єсами й романами Карела Чапека знято фільми:
- Золотий ключик (Zlatý klíček), 1922, Чехословаччина, реж. Ярослав Квапіл; фільм уважається загубленим.
- Розбійник (Loupežník), 1931, Чехословаччина, реж. Йозеф Кодичек.
- Гордубалове (Hordubalové), 1937, Чехословаччина, реж. Мартін Фріч; за романом «Гордубал».
- Біла пошесть (Bílá nemoc), 1937, Чехословаччина, реж. Гуґо Гаас.
- R.U.R., 1938, Велика Британія, реж. Ян Бусселл; телевізійна короткометражка.
- Робот-дівчина № 1 (Robot-Girl Nr. 1), 1938, Австрія, реж. Йозеф Медеотті-Богац; за п'єсою «R.U.R.».
- З життя комах (The Insect Play), 1939, Велика Британія, реж. Стівен Томас; телефільм.
- Оповідання Чапека (Čapkovy povídky), 1947, Чехословаччина, реж. Мартін Фріч; за «Оповіданнями з однієї кишені» й «Оповіданнями з другої кишені».
- R.U.R., 1948, Велика Британія, реж. Ян Бусселл; телефільм.
- Кракатит (Krakatit), 1948, Чехословаччина, реж. Отакар Вавра.
- R.U.R., 1953, США; 22-а серія з телевізійного 73-серійного серіалу «Broadway Television Theatre» (Бродвейський Телевізійний Театр).
- Історія одного листа (Historia pewnego listu), 1957, Польща, реж. Леонард Пулхни; анімаційна короткометражка.
- Таємниця почерку (Tajemství písma), 1958, Чехословаччина, реж. Богуслав Мусіл; студентська короткометражка.
- Про речі надприродні (O věcech nadpřirozených), 1958, Чехословаччина, реж-ри: Іржи Крейчик, Ярослав Мах, Мілош Маковець; за оповіданнями «Глорія» (або «Ореол»), «Таємниця почерку» і «Судовий випадок».
- Собача казка (Psí pohádka), 1959, Чехословаччина, реж. Едуард Гофман; анімаційна короткометражка.
- Перша рятувальна (První parta), 1959, Чехословаччина, реж. Отакар Вавра.
- З життя комах (The Insect Play), 1960, Велика Британія, реж. Гал Бьортен; 25 серія з 181-серійного телепроєкту «BBC Sunday-Night Play».
- Поет (Runoilija), 1962, Фінляндія, реж. Сакари Юркка; телевізійна короткометражка — серія з 16-серійного телесеріалу « Pakinateatteri» («Театральні теревені»).
- Докторська казка (Doktorská pohádka), 1963, Чехословаччина, реж. Едуард Гофман; анімаційна короткометражка.
- Поет (De dichter), 1964, Голландія; телевізійна короткометражка.
- Чинтамані й аферист (Čintamani & podvodník), 1964, Чехословаччина, реж. Іржи Крейчик; за оповіданнями «Чинтамані й птахи» (або «Рідкісний килим») і «Пригоди шлюбного афериста».
- Розбійницька казка (Loupeznická pohádka), 1964, Чехословаччина, реж. Едуард Гофман; анімаційна короткометражка.
- Поштарська казка (Postácká pohádka), 1964, Чехословаччина, реж. Едуард Гофман; анімаційна короткометражка.
- Велика котяча казка (Большая кошачья сказка), 1965, СРСР / РРФСР, реж. Давид Карасик; телефільм.
- Це нас не стосується (Det angår ikke oss), 1965, Норвегія, реж. Роннауґ Альтен; телефільм.
- Справедливість для Сельвіна (Spravedlnost pro Selvina), 1968, Чехословаччина, реж. Іржи Вайс; телефільм за оповіданням «Справа Сельвіна».
- Людина, що вміла літати, 1968, СРСР / УРСР, реж. (Євген Сивокінь); мультфільм.
- Замах на вбивство (Ein Mordanschlag), 1971, ФРН, реж. Карл Петер Вільц; телефільм.
- Історія грабіжника (Eine Räubergeschichte), 1971, ФРН, реж. Валдемар Кюрі; телефільм.
- Бурлацька казка (Tulácká pohádka), 1972, Чехословаччина, реж. Едуард Гофман; анімаційна короткометражка.
- З життя комах (Ze zivota hmyzu), 1973, Чехословаччина, реж. Ян Матейовськи; телефільм.
- Замах на вбивство (Pokus o vrazdu), 1973, Чехословаччина, реж. Іржі Секвенс.
- Водяникова казка (Vodnická pohádka), 1973, Чехословаччина, реж. Едуард Гофман; анімаційна короткометражка.
- Рекорд (რეკორდი), 1973, СРСР / Грузія, реж. Гурам Патарая.
- Усе та ж стара історія (La misma vieja historia), 1977, Мексика, реж. Марібель Варґас; документальна короткометражка.
- Поштарська казка (Почтарская сказка), 1978, СРСР / РРФСР, реж-ри Майя Бузинова і Йосип Доукша; анімаційна короткометражка.
- Засіб Макропулоса (Средство Макропулоса), 1978, СРСР / РРФСР, реж. Майя Маркова; телефільм.
- Гордубал (Hordubal), 1979, Чехословаччина, реж. Ярослав Балик.
- Велика поліцейська казка (Velká policejní pohádka), 1979, Чехословаччина, реж. Сватава Симонова; телевізійна короткометражка.
- Дашенька (Dášeňka), 1979, Чехословаччина, реж. Бржетислав Пояр; 7-серійна анімаційна короткометражка.
- Розбійницька казка (Loupežnická pohádka), 1980, Чехословаччина, реж. Лібуше Коутна; телевізійна короткометражка.
- Темне сонце (Temné slunce), 1980, Чехословаччина, реж. Отакар Вавра; за романом «Кракатит».
- Поштарська казка (Pohádka pošťácká), 1981, Чехословаччина, реж. Лібуше Коутна; телевізійна короткометражка.
- Соромливі оповідання (Plaché příběhy), 1982, Чехословаччина, реж-ри: Доброслав Зборник, Зденек Флідр, Томас Тинтера; за оповіданнями «Рекорд», «Замах на вбивство» і «Блакитна хризантема».
- Докторська казка (Doktorská pohádka), 1982, Чехословаччина, реж. Лібуше Коутна; телевізійна короткометражка.
- Велика котяча казка (Velká kočičí pohádka), 1983, Чехословаччина, реж. Лібуше Коутна; телевізійна короткометражка.
- Рецепт її молодості (Рецепт её молодости), 1983, СРСР / РРФСР, реж. Євгеній Ґінзбурґ; фільм-мюзікл за п'єсою «Засіб Макропулоса».
- Про принцесу Сулейманську (O princezne Solimánské), 1984, Чехословаччина, реж. Лібуше Коутна; телевізійна короткометражка.
- Поет (Básník), 1987, Чехословаччина, реж. Ладислав Ріхман; телевізійна короткометражка.
- Смерть барона Ґандари (Smrt barona Gandary), 1990, Чехословаччина, реж. Павел Хаса; телевізійна короткометражка.
- Сповідь Дона Хуана (Zpověď Dona Juana), 1991, Чехословаччина, реж. Ярослав Дудек; телевізійна короткометражка.
- Велика поліцейська казка (Большая полицейская сказка), 1991, СРСР / РРФСР, реж. Лідія Сурикова; телевізійна анімаційна короткометражка.
- Запаморочення (Závrať), 1991, Чехословаччина, реж. Павел Хаса; телевізійна короткометражка.
- Украдений кактус (Ukradený kaktus), 1991, Чехословаччина, реж. Павел Хаса; телевізійна короткометражка.
- Ромео й Джульєтта (Romeo a Julie), 1991, Чехословаччина, реж. Ярослав Дудек; телевізійна короткометражка.
- Події з паном Яником (Případy pana Janíka), 1991, Чехословаччина, реж. Іржи Ванісек; телевізійна короткометражка.
- Кохання гра фатальна (A szerelem végzetes játéka), 1993, Угорщина, Словаччина; телефільм.
- В'язниця (Тюрьма), 1994, Україна, реж. О. Абдуллаєва; за оповіданнями К. Чапека та К. Вернелеса.
- Лотрандо й Зобеїда (або «Розбійник і принцеса») (Lotrando a Zubejda), 1997, Болгарія, Чехія, Франція, реж. Карел Смичек; за «Другою розбійницькою казкою» і «Великою докторською казкою».
- Алілот Давид (Alilot David), 1998, Ізраїль, реж-ри Йоссі Мадмоні й Давид Офек; телесеріал за біблійними оповіданнями з книги «Апокрифи».
- В замку (Na zámku), 2000, Чехія, реж. Іржи Страх; телефільм.
- Свята ніч (Svatá noc), 2001, Чехія, реж. Іржи Крейчик; телевізійна короткометражка.
- Фатальні гроші (Osudové peníze), 2010, Чехія, реж. Іржи Крейчик; телефільм.
- Кишені Чапека (Čapkovy kapsy), 2010, 2011, Чехія, реж-ри: Войтичек Моравець, Марин Копп, Зденек Дурділ, Яна Боршкова, Даніель Марак, Ян Міка мол., Йозеф Туку, Розалія Когоутова, Ян Вейнар, Слободанка Радун, Ян Тешитель, Ян Храмоста; телесеріал з 12 короткометражок за «Оповіданнями з однієї кишені» і «Оповіданнями з другої кишені».
- R.U.R.: Genesis, 2013, США, реж. Джеймс Кервін; телефільм за п'єсою «R.U.R.».

______________________________________
* У титрах українського анімаційного фільму «Як песик та кошеня мили підлогу» помилково вказано: «За казкою Карела Чапека». Насправді автором цієї казки є Йозеф Чапек, брат Карела Чапека. За цим твором був знятий також чеський анімаційний короткометражний фільм, де ім'я автора казки вказано правильно.

## Музика
- За п'єсою Карела Чапека «Засіб Макропулоса» чеський композитор Леош Яначек склав однойменну оперу, прем'єра якої відбулася 18 грудня 1926 року в Національному театрі у місті Брно.
- У кінофільмі «Розбійник» (1931, реж. Йозеф Кодичек) звучать пісні композитора Отакара Єреміаша на вірші Карела Чапека.
- Композитор Георгій Гаранян склав музику до фільму-мюзиклу «Рецепт її молодості» режисера Євгенія Гінзбурга за сценаріем Олександра Адабаш'яна за мотивами п'єси Карела Чапека «Засіб Макропулоса», що прем'єра тієї стрічки відбулася 10 жовтня 1983 року.
- Композитор Володимир Баскін склав музику до мюзиклу «Секрет її молодості» (лібрето та вірші Костянтина Рубинського) за мотивами п'єси К. Чапека «Засіб Макропулоса», поставленому під керівництвом режисерки Сусани Цирюк на сцені Іркутського музичного театру імені Н. М. Загурського; прем'єра відбулася 6 квітня 2015 року.

## Українські переклади
- Оповідання з обох кишень. Переклад з чеської Клим Забарило. — К. : Дніпро, 1970. — 480 с. — (Зарубіжна сатира і гумор. Вип. 4).
- Війна з саламандрами. Мати. Оповідання. Переклад з чеської Юрій Лісняк. — К. : Дніпро, 1978—439 с. — (Вершини світового письменства, том 28).
- Твори в двох томах. Переклади з чеської Юрій Лісняк, Сидір Сакедон, Дмитро Андрухів. К. : Дніпро, 1987—635 с. + 511 с.
- Р. У. Р. («Россумові універсальні роботи»): колективна драма з елементами комедії на три дії. Переклад із чеської Олени Ващенко. — К.: Комора, 2020—192 с.

## Вшанування пам'яті
- вулиця Карела Чапека в Києві.

## Твори автора в Інтернеті
- Карел Чапек [Архівовано 22 листопада 2015 у Wayback Machine.] // Казки світової літератури.